# 马斯卡拉 (上比利牛斯省)
马斯卡拉（法語：Mascaras）是法国上比利牛斯省的一个市镇，属于塔布区（Tarbes）图尔奈县（Tournay）。该市镇总面积4.76平方公里，2009年时的人口为385人。

## 人口
马斯卡拉人口变化图示